# Oxypetalum decaisneanum
Oxypetalum decaisneanum är en oleanderväxtart som beskrevs av T. Meyer. Oxypetalum decaisneanum ingår i släktet Oxypetalum och familjen oleanderväxter. Inga underarter finns listade i Catalogue of Life.